# John Hurtig
John Adolf Hurtig,  född 22 december 1868 i Åbo, död 28 oktober 1941 i Stocksund, var en svensk frikyrkopastor och journalist.
John Hurtig var son till pannmästaren Adolf Hurtig av en soldatsläkt från Motalatrakten. Efter några ungdomsår som mekaniker i Oskarshamn genomgick han Metodistkyrkans teologiska skola i Uppsala 1895–1898 och var sedan pastor i olika församlingar i Småland fram till 1903. Under dessa år företog han även vidsträckta studieresor i Europa. Hurtig, som var mer framstående som författare än talare, gjorde sin främsta insats som redaktör för flera av Metodistkyrkans tidningar 1903–1937 bland annat Svenska Sändebudet. Samtidig ledde han Metodistkyrkans centralmission i Stockholm, var medlem av olika styrelser och kommittéer inom kyrkan och biträdde i arbetet vid Trefaldighetsförsamlingen där.